# Un million de dollars de bons volatilisés (téléfilm)
Pour la nouvelle, voir Vol d'un million de dollars de bons.
Un million de dollars de bons volatilisés (The Million Dollar Bond Robbery) est un téléfilm britannique de la série télévisée Hercule Poirot, réalisé par Andrew Grieve, sur un scénario de Anthony Horowitz, d'après la nouvelle Vol d'un million de dollars de bons d'Agatha Christie.
Ce téléfilm, qui constitue le 22e épisode de la série, a été diffusé pour la première fois le 13 janvier 1991 sur le réseau d'ITV.

## Résumé
La London and Scottish Bank doit transférer un million de dollars en Liberty bonds de la Grande-Bretagne aux États-Unis. Mais le porteur des bons, M. Shaw, qui doit transporter les bons sur le Queen Mary, manque d'être renversé par une automobile puis est empoisonné avant le départ du navire. C'est son assistant Philip Ridgeway qui le remplace mais le directeur de la banque ne lui fait pas entièrement confiance. Il engage Poirot pour garder un œil sur les bons.
Malgré la présence du détective, le capitaine Hastings, fidèle ami de Poirot lui-aussi sur le navire, découvre qu'ils ont été volés. La mallette qui contenait les bons est vide. Ceci est d'autant plus curieux que Ridgeway déclare qu'il n'a jamais perdu la clef de la mallette. Or le navire est sur le point d'arriver à New York. Une Américaine est suspectée : Miranda Brooks. Poirot exprime ses doutes sur le point de savoir si les bons sont encore sur le navire, s'ils ont été jetés en mer, ou s'ils se trouvent encore à Londres.
Avec Hastings et M. Ridgeway, Poirot retourne à Londres sur le Queen Mary. Il fait arrêter le chef de la sécurité, ce qui permet de démasquer les véritables responsables de ce vol...

## Fiche technique
- Titre français : Un million de dollars de bons volatilisés
- Titre original : The Million Dollar Bond Robbery
- Réalisation : Andrew Grieve
- Scénario : Anthony Horowitz, d'après la nouvelle Vol d'un million de dollars de bons (1923) d'Agatha Christie
- Décors : Rob Harris
- Costumes : Robin Fraser-Paye
- Photographie : Chris O'Dell
- Montage : Derek Bain
- Musique originale : Christopher Gunning
- Casting : Rebecca Howard
- Production : Brian Eastman
  - Production déléguée : Nick Elliott
- Sociétés de production : Carnival Films, London Weekend Television
- Durée : 50 minutes
- Pays d'origine :  Royaume-Uni
- Langue originale : Anglais
- Genre : Policier
- Ordre dans la série : 22e épisode – (3e épisode de la saison 3)
- Première diffusion :
  -  Royaume-Uni : 13 janvier 1991 sur le réseau d'ITV

## Distribution
- David Suchet (VF : Roger Carel) : Hercule Poirot
- Hugh Fraser (VF : Jean Roche) : Capitaine Arthur Hastings
- Pauline Moran (VF : Laure Santana) : Miss Felicity Lemon
- David Quilter (en) : M. Shaw (VF : Claude d'Yd)
- Ewan Hooper : M. Vavasour
- Paul Young : M. McNeil (le chef de la sécurité)
- Lizzy McInnerny : Miranda Brooks
- Oliver Parker : Philip Ridgeway
- Natalie Ogle : Esmee Dalgleish
- Christopher Owen : le Commissaire de bord
- Jonathan Stratt : le passager Spivvy
- Dallas Adams : Hood
- Kieron Jecchinis : Tom Franklin
- Edward Phillips : le vendeur de fleurs
- Robin Hunter : un officier de police
- Richard Bebb : la voix des infos

## Remarques
Cet épisode est l'adaptation homonyme de la nouvelle Vol d'un million de dollars de bons d'Agatha Christie. L'épisode a été tourné sur le Queen Mary . À un moment de l'épisode, Hastings rappelle à Poirot qu'il avait arrêté le patron de sa banque l'année précédente : ceci est une référence à l'épisode de la saison 2 La Mine perdue.